# Nordpolitik
Die Nordpolitik (Hangeul: 북방 정책; Hanja: 北方政策; RR: Bukbang jeongchaek) bezeichnet die Außenpolitik des sechsten südkoreanischen Präsidenten Roh Tae-woo, die Ende der 1980er Jahre begann und als Ziel hatte, Südkoreas Beziehung mit Nordkorea zu verbessern sowie Kontakt mit den kommunistischen Staaten und Verbündeten Nordkoreas aufzunehmen. Durch eine Annäherung an die Sowjetunion, die Volksrepublik China und Osteuropa sollte die zuvor strategische Isolation zwischen Südkorea und Nordkorea beendet werden.
Vorbild und Namensgeber der Nordpolitik war die neue Ostpolitik, die die Bundesrepublik Deutschland in den Anfängen der 1970er Jahre betrieb, um sich der Deutschen Demokratischen Republik anzunähern. Jedoch im Gegensatz zur Ostpolitik, die auf eine direkte Normalisierung der Beziehung beider deutschen Staaten abzielte, setzte sich die Nordpolitik eine Normalisierung der Beziehung mit der Sowjetunion und der Volksrepublik China als Ziel, um sich zunächst indirekt an Nordkorea annähern zu können.
Ein wichtiger Grund für die Ausführung der Nordpolitik waren die Olympischen Sommerspiele 1988 in Seoul. Als Austragungsort der Olympischen Spiele wollte Südkorea einen Olympiaboykott des Ostblocks vermeiden und musste somit gegen das Problem des Fehlens von diplomatischen Beziehungen mit den sozialistischen Staaten handeln, um deren Zustimmung für die Spiele zu erhalten.
Auf die Nordpolitik folgte Ende der 1990er Jahre die Sonnenscheinpolitik, die von Südkoreas achtem Präsidenten und Nobelpreisträger Kim Dae-jung eingeführt wurde.

## Gründe
Grund für die Entwicklung und Durchführung der Nordpolitik war einerseits die Ansicht südkoreanischer politischer Entscheidungsträger, dass Südkoreas ökonomische sowie militärische Abhängigkeit von westlichen Staaten und insbesondere von den Vereinigten Staaten von Amerika zu exzessiv sei. Anstatt zu stark auf den Westen zu vertrauen und sich von den USA abhängig zu machen, entstand der Gedanke, stattdessen selbstständig eine globale Stellung zu etablieren. Besonders als Südkoreas westliche Verbündete ihre Beziehung zu Osteuropa, der Sowjetunion und der Volksrepublik China verbesserten, wuchs der Wunsch nach Selbständigkeit.
Ein weiterer Grund war, dass Südkorea mit dem steigenden Protektionismus der USA neue Handelspartner benötigte. Durch die Nordpolitik und somit einer Verbesserung der Beziehung zu den sozialistischen Staaten sah Südkorea potentielle Handelsbeziehungen, die die südkoreanische Ökonomie verbessern würden.
Des Weiteren sah Südkorea in der Nordpolitik nicht nur ökonomisches, sondern auch politisches Potential. Weitgefächerte Beziehungen zu sozialistischen Staaten sollten möglich gemacht werden, um dadurch Kontakt und Dialog mit Nordkorea herstellen zu können, sodass sich das Verhältnis beider Staaten entspannen könne. Die Nordpolitik wurde zunächst allein mit der Absicht, eine Einheit mit Nordkorea zu bilden, begründet.

## Entwicklung
Bereits im Juni 1973 gab der ehemalige Präsident der Republik Korea Park Chung-hee bekannt, dass Südkorea bereit sei, mit Staaten, die andere ideologische und politische Systeme vertreten, Bindungen einzugehen. Nach Parks Erklärung öffnete Südkorea seine Häfen für kommunistische Staaten und gab ihnen Zutritt zu vorher für sie verbotene Teile der Welt. Jedoch aufgrund des Kalten Krieges und somit starken Spannungen zwischen der Sowjetunion und den Vereinigten Staaten, sowie der Sowjetischen Intervention in Afghanistan 1979, entschied sich die Regierung in Seoul dazu, vorerst die Häfen zu schließen und erst wieder zu öffnen, wenn sich die Situation zwischen der Sowjetunion und den Vereinigten Staaten entspannt habe.
Im Juni 1983 erklärte der südkoreanische Außenminister, Lee Bum Suk, Südkorea sei bestrebt, die Beziehung zur Volksrepublik China und der Sowjetunion zu normalisieren. Nach deutschem Vorbild, der Ostpolitik, benannte Lee diese Politik Nordpolitik. Im Oktober 1983 starb Lee Bum Suk jedoch bei einem Bombenanschlag auf den damaligen südkoreanischen Präsidenten Chun Doo-hwan in Rangun (Myanmar).
Anfang 1985 wurde von Spezialisten zahlreicher Ministerien, die sich mit der Nordpolitik beschäftigten, erklärt, dass nur mit dem Willen mit Nordkorea und dessen Verbündeten zu verhandeln diese Politik auch erfolgreich sein würde. Diese Aufgabe übernahm Park Chul-un, ein Verwandter von Roh Tae-woo, der daraufhin zum speziellen Assistenten des Leiters des südkoreanischen Nachrichtendienstes (NIS) wurde.
Während der Wahlkampagne 1987 gab Roh Tae-woo bekannt, er würde eine nördliche Politik verfolgen und versprach neuen Wohlstand für die Westküste Südkoreas. Dafür rekrutierte er Kim Chong-whi als speziellen Assistenten für ausländische Angelegenheiten. Bei einer Rede am 7. Juli 1988 stellte Roh daraufhin die Nordpolitik und deren Inhalt vor.

## Inhalt

### Kernaussage und das Sechs-Punkte-Programm
Die Kernaussage der Nordpolitik beinhaltete ein Sechs-Punkte-Programm, das besonders auf nationale Selbstwertschätzung, Vereinigung und Wohlstand fixiert war. Roh Tae-Woo gab bekannt, dass die koreanische Regierung bestrebt sei:
1. Aktiv den Besuch sowie Austausch von Menschen aus Nordkorea und Südkorea zu fördern und notwendige Vorkehrungen zu treffen, um Koreanern, die in Übersee leben, zu ermöglichen, beide Teile Koreas besuchen zu können
2. Energisch den Besuch sowieso Austausch und Korrespondenz von Familienmitgliedern, die in Nordkorea und Südkorea verteilt sind, zu fördern
3. Den Handel zwischen Nordkorea und Südkorea zu öffnen
4. Den Handel zwischen Nordkorea und anderen Staaten nicht abzulehnen, solange dieser Handel keine militärischen Güter beinhaltet
5. Kontakt zwischen nordkoreanischen und südkoreanischen Vertretern in internationalen Foren zu erlauben, um im Interesse der gesamten koreanischen Nation kooperieren zu können
6. Mit Nordkorea zu kooperieren, um dessen Beziehungen mit Verbündeten Südkoreas zu verbessern

Die Nordpolitik wurde somit als ein Weg gesehen, um interkoreanische Probleme im Ansatz zu lösen. Sie zeigte, dass die südkoreanische Wahrnehmung von Nordkorea sich verändert hatte. Zum Beispiel bestand die Nordpolitik darin, Nordkorea beim interkoreanischen Dialog als gleichwertigen Partner, anstatt als einen Gegner zu betrachten. Anstatt Nordkorea weiterhin zu verleumden, sollte nach der Nordpolitik dabei geholfen werden, Nordkorea aus der Isolation von dem Rest der Welt zu befreien. Die Strategie war es, nicht auf einen Konfrontrationskurs mit Nordkorea zu gehen, sondern sich zu verständigen, um gemeinsam auf Wohlstand hinzuarbeiten. Das oberste Ziel dabei war die koreanische Wiedervereinigung.
Des Weiteren sollten durch die Nordpolitik diplomatische Beziehungen mit Nordkoreas Verbündeten, der Sowjetunion, der Volksrepublik China sowie Osteuropa eingegangen werden, um einerseits Südkoreas internationale Stellung zu verbessern und andererseits eine Beziehung zu Nordkorea leichter aufbauen zu können.

### Bewertung des Sechs-Punkte-Programms
Rückblickend ist zu erkennen, dass das Sechs-Punkte-Programm, sowie einige Aspekte der Nordpolitik sehr idealistisch, anstatt realistisch, waren. Seoul forderte Zusammenarbeit und Gegenseitigkeit von Nordkorea, ohne zu wissen, wie Pjöngjang auf diesen einseitigen Schritt reagieren würde. Die Prognose war ganz im Gegenteil, dass Pjöngjang von der Nordpolitik nicht begeistert sein würde. Dies lässt auch darauf schließen, dass Südkorea die Nordpolitik tatsächlich nicht nur zur Annäherung an Nordkorea, sondern auch zur Annäherung an andere sozialistische Staaten entwickelt hatte.

## Reaktionen und Erfolge

### Osteuropa
Zu den ersten Erfolgen der Nordpolitik gehört Ungarn. Der Geschäftsmann und Vorsitzende der Daewoo Gruppe Kim Woo-chong, der schon lange Beziehungen zu Staaten aufbaute, die zwar zu Pjöngjang, jedoch nicht zu Seoul eine Verbindung hatten, entschloss sich Anfang der 1980er Jahre nach Geschäftspartnern in Osteuropa und der Sowjetunion zu suchen. Im Dezember 1984 flog er nach Budapest und verhandelte dort mit der ungarischen Regierung und Parteiangehörigen, was letztendlich in einer Vereinbarung über den Handel und die Förderung des Handels zwischen Seoul und Budapest Anfang 1988 endete. Als die Nordpolitik Mitte 1988 durchgesetzt wurde, forderte Seoul volle diplomatische Beziehungen mit Ungarn. Ungarn selbst war auch an einem verstärkten Handel mit südkoreanischen Firmen interessiert und willigte ein, jedoch unter der Kondition, dass Südkorea ihnen eine Milliarde Dollar als Wirtschaftshilfe zur Verfügung stelle. Es folgten von Anfang Juli bis Ende August 1988 geheime Verhandlungen, in denen sich beide Staaten letztendlich auf 625 Millionen Dollar einigten. Da Seoul noch vor den Olympischen Sommerspielen 1988 veröffentlichen wollte, mit einem kommunistischen Staat in Verbindung getreten zu sein, um dadurch die politische Atmosphäre für die Spiele zu verbessern und mit weiteren Staaten leichter Beziehungen zu etablieren, wurde bereits am 13. September 1988, vier Tage vor den Olympischen Spielen, bekanntgegeben, dass Südkorea und Ungarn sich um diplomatische Beziehungen bemühen. Nordkorea reagierte auf diese Bekanntgabe verbittert und war besorgt, dass Ungarns Entscheidung weitere Staaten des Ostblocks beeinflussen würde. Es stellte sich zudem heraus, dass Ungarn vor der Einwilligung mit Südkorea Beziehungen einzugehen, bei der Sowjetunion um Zustimmung gefragt hat, die gewährt wurde. Am 1. Februar 1989 wurden diplomatischen Beziehungen zwischen Seoul und Budapest letztendlich voll etabliert.
Die Tschechoslowakei, Bulgarien, und Rumänien, sowie Polen und Jugoslawien nahmen daraufhin im Laufe des Jahres 1989 ebenfalls offizielle diplomatische Beziehungen mit der südkoreanischen Regierung auf.

### Sowjetunion
Bereits im Juli 1986 und auch im August 1988 gab der Staatspräsident der Sowjetunion Michail Gorbatschow bekannt, die Beziehung zu Südkorea verbessern zu wollen, obwohl dies von konservativen und mächtigen Bürokratien abgelehnt wurde. Die Verbesserung wurde dennoch systematisch geplant mit den drei Phasen: Sport, Handel und politische Beziehungen. Die olympischen Sommerspiele in Seoul waren dafür der entscheidende Wendepunkt, da die Sowjetunion eine große Begierde zeigte, an den Spielen teilzunehmen und auch Südkorea die Sowjetunion mehr als alle anderen Teilnehmer, den Vereinigten Staaten eingeschlossen, als ehrenhaften Gast begrüßte.
Beide Staaten waren dazu am Handel miteinander interessiert. Die Sowjetunion begehrte Südkoreas fortgeschrittene Technologie und benötigte deren Hilfe aus der ökonomischen Krise durch Direktinvestitionen, Joint Ventures und Handel, während Südkorea an Öl, Metallen, Holz und Fisch aus der Sowjetunion interessiert war. Aufgrund fehlender diplomatischer Beziehungen hatten beide Staaten zuvor diese Güter indirekt über Osteuropa, Hongkong, Japan und Singapur gehandelt. Jedoch aufgrund des gegenseitigen Verlangens nach direktem Handel trafen sich der stellvertretende Vorsitzende der sowjetischen Handelskammer Vladimir Golanov und der Präsident der koreanischen Handelsförderungsagentur Yi Sun-gi im Oktober 1988 und unterzeichneten im Dezember 1988 ein Handelsmemorandum. Seouls Handelsamt in Moskau öffnete im Juli 1989, Moskaus Handelsamt in Seoul im April 1989.
Des Weiteren entwickelten sich allmählich politische Beziehungen. Aufgrund des technologischen Fortschritts und steigenden Wohlhabens in Südkorea zeigte sich die Sowjetunion interessiert und versprach nicht nur den Handel, sondern auch kulturelle Bindungen zwischen beiden Staaten zu fördern. Kim Young-sam, später der siebte südkoreanische Präsident, wurde ausgewählt, um an dem stetigen Prozess der Beziehung zwischen Moskau und Seoul zu arbeiten. Anfang Juni 1989 besuchte er Moskau, traf sich mit verschiedenen sowjetischen Beamten und führte Gespräche mit ihnen, was dazu führte, dass der Moskauer Kreml bekanntgab, 300.000 Sowjet-Koreanern, die seit dem Zweiten Weltkrieg auf der sowjetischen Insel Sachalin gelebt hatten, die Rückkehr nach Südkorea zu erlauben. Moskau arrangierte dazu ein Treffen von Seoul und Pjöngjang, bei dem sich Kim Young-sam, nach erlangter Zustimmung von Roh Tae-woo, mit Kwon Hui-gyong, einem nordkoreanischen Botschafter, der einen regulären Austausch zwischen der Reunification Democratic Party (RDP) und der Workers’ Party of Korea (WKP) sowie in Gipfeltreffen in Nordkorea vorschlug, trafen. Im Juni 1990 sahen sich Gorbatschow und Roh zum ersten Gipfeltreffen in San Francisco. September 1990 etablierten die Sowjetunion und Südkorea volle diplomatische Beziehungen.

### Volksrepublik China
Da die Volksrepublik China keine Unterstützung oder Beziehung zu Südkorea benötigte, besonders im ökonomischen Sinne, teilte Peking das große Interesse an der Nordpolitik, das Moskau hatte, nicht. Dennoch begannen China und Südkorea sich informell zu treffen. Aufgrund der fehlenden offiziellen Beziehungen, führte dies nicht dazu, dass sich Handelsbeziehungen vertieften, weil keine Rechtsschutz für die Geschäftsleute bestand. Des Weiteren standen sich Peking und Pjöngjang politisch sehr nah, was eine Verbesserung der politischen Beziehung zwischen der Volksrepublik China und Südkorea, trotz des steigenden Handels, erschwerte. China versuchte dennoch zwischen Nordkorea und Japan, Nordkorea und die Vereinigten Staaten sowie Nordkorea, Südkorea und den Vereinigten Staaten zu vermitteln. Auch förderte China persönliche Treffen zwischen Koreanern und Chinesen, wobei besonders Akademikern, Journalisten und Familienmitgliedern aus beiden Staaten freie Treffen ab Ende der 1980er Jahre erlaubt wurden. Im August 1992 etablierten die Volksrepublik China und Südkorea volle diplomatische Beziehungen.

### Nordkorea
Nordkorea, das letzte und bedeutendste Ziel der Nordpolitik, zeigte keine positive Reaktion. Schon am 11. Juli 1988, vier Tage nachdem Roh die Nordpolitik vorgestellt hatte, erklärte Nordkorea detailliert, dass nur die schon 1972 bekanntgegebenen drei Grundprinzipien für eine Wiedervereinigung und einen interkoreanischen Dialog für Nordkorea in Frage kämen. Diese Grundprinzipien enthielten: Wiedervereinigung mit friedlichen Mitteln, trotz ideologischer Unterschiede und ohne äußere Annäherung. Pjöngjang war der Meinung, die Nordpolitik sei nichts anderes als ein Versuch Südkoreas, die steigende Wut radikaler Studenten, die gegen die Ausführung der olympischen Spiele ohne Teilnahme Nordkoreas protestierten, zu besänftigen. Pjöngjang wurde daher mit der Erklärung der Nordpolitik, die Kim Il-sungs Angebot einer Demokratischen Konföderalen Republik Koreas widersprach, nicht beruhigt, sondern noch mehr verärgert.
Nordkorea rief zu einem Boykott des Ostblocks der Olympischen Spiele 1988 auf, jedoch ignorierten die Sowjetunion und weitere kommunistische Staaten dies und nahmen trotz Opposition Nordkoreas teil, was Seouls Kontakte zu den sozialistischen Staaten erheblich stärkte. Nordkorea ließ sich dagegen nicht für die Spiele aufstellen.
Dazu begann Südkorea öffentlich über den direkten und indirekten interkoreanischen Handel zu sprechen, was Nordkorea ebenfalls missbilligte. Pjöngjang behauptete, Seoul würde diesen Handel erfinden, da ein Handel zwischen beiden Staaten nicht existiere. 1988 reduzierte Seoul daraufhin Tarife, die den Handel mit Nordkorea liberalisieren sollten. Handelsstatistiken, die Ende der 1980er Jahre von Seoul oder Pjöngjang zum interkoreanischen Handel aufgeführt wurden, sind dazu sehr unzuverlässig, da die Angaben beider Staaten nicht übereinstimmten und der Handel meist über Dritte oder illegal durchgeführt wurde.
Pjöngjang antwortete auf die Nordpolitik mit der Forderung, Seoul solle für eine friedliche Wiedervereinigung den südkoreanischen Nationalen Sicherheitsakt aufheben, der für Pjöngjang ein Gegner war, eine Erklärung über Nicht-Aggressivität abgeben und ein „Friedliches Wiedervereinigungskomitee“ gründen. Die Regierung unter Roh versuchte daraufhin auf diese Forderungen einzugehen und sie zu erfüllen. Am 18. Oktober 1988 befürwortete Roh eine Sechs-Staaten Versammlung, in der über permanenten Frieden zwischen Nordkorea und Südkorea beraten werden sollte und forderte eine Partnerschaft mit Pjöngjang. In seiner Neujahresrede 1989, lud Kim Il-sung die Präsidenten größerer südkoreanischer politischer Parteien und religiöse Anführer, wie Kardinal Kim Sou-hwan, Pfarrer Mun Ik-hwan und Pfarrer Paek Ki-wan, zu einer auf Führungsebene basierenden Wiedervereinigungskonferenz in Pjöngjang ein. Jedoch kam dabei kein bedeutsamer interkoreanischer Dialog zustande.
Es folgte Anfang 1989 ein Besuch des Gründers der Hyundai-Gruppe Chung Ju-yung in seiner Heimatprovinz Kangwŏn-do in Nordkorea, der sich für die Beziehung zwischen Nord- und Südkorea einsetzte. Chung wurde von Heo Tam, Vorsitzender des Komitees für die friedliche Wiedervereinigung des Vaterlandes sowie vielen Geschäftsleuten, die an ökonomischer Kooperation interessiert waren, in Pjöngjang empfangen. Aufgrund dieses Treffens hoffte Seoul auf weiteren Austausch mit Nordkorea, jedoch wurden diese Erwartungen nicht erfüllt, da Chungs Geschäftsbeziehungen mit nordkoreanischen Partnern schon bei der Rückkehr nach Südkorea einen Rückschritt erlitten.
Weitere Treffen wurden vereinbart, bei denen die südkoreanische Regierung durchgehend das Ziel hatte, Nordkorea aus der Isolation zu führen und auf eine Wiedervereinigung hinzuarbeiten. Als Erfolge wurden Nordkoreas Eintritt in die Vereinten Nationen im Jahr 1991 und die Unterzeichnung Nord- und Südkoreas des Abkommens über Versöhnung, Nichtangriff, Austausch und Zusammenarbeit im Dezember 1991 betrachtet. Die Wiedervereinigung beider Staaten oder die Öffnung Nordkoreas gegenüber westlichen Staaten wurden nicht erreicht.
Teilweise sind Kritiker der Meinung, die Nordpolitik habe Nordkoreas Isolation befördert. Durch Südkoreas neue Beziehungen zu Nordkoreas Verbündeten und Nordkoreas Opposition zu diplomatischen Beziehungen zu Südkoreas Verbündeten, war die Nordpolitik zwar für Südkorea ein großer Erfolg, jedoch verfehlte sie ihr Ziel, sich Nordkorea anzunähern und international einzubringen.